# Kyffhäuser

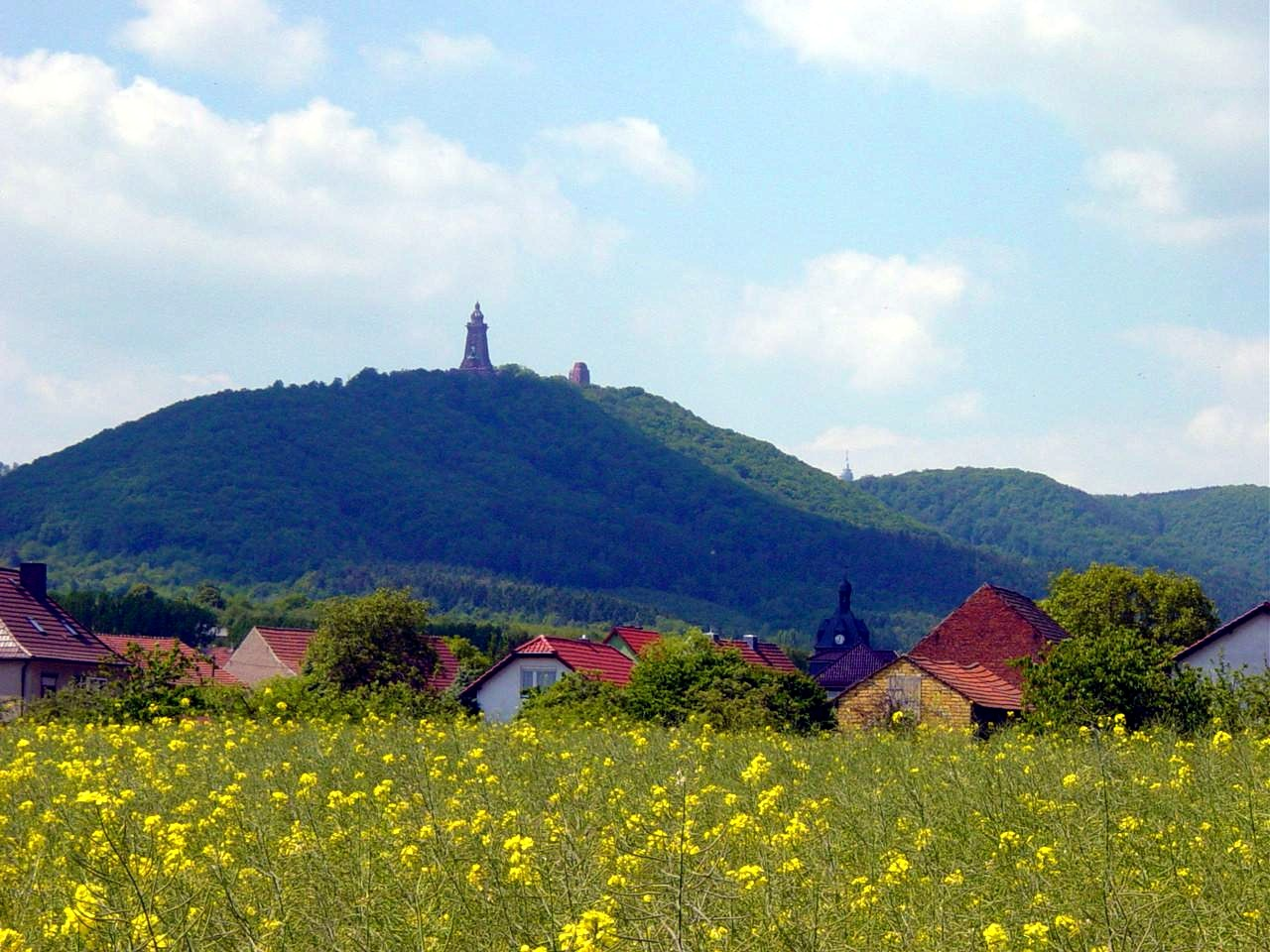
Veduta da nord-est del Kyffhäuser sormontato dal monumento omonimo

Il Kyffhäuser (meno comunemente chiamato Kyffhäusergebirge) è una bassa catena montuosa, tra le valli dei fiumi Helme e Unstrut, ad est dell'Harz, nei circondari del Kyffhäuser, in Turingia, e di Mansfeld-Harz Meridionale, nella Sassonia-Anhalt. Ai suoi piedi si trovano le cittadine di Bad Frankenhausen a sud e di Kelbra a nord-ovest. L'altitudine è di 473,4 m s.l.m., l'estensione di circa 70 km². La sua vetta più alta è il Kulpenberg, sulla quale dagli anni Sessanta si erge una torre radiotelevisiva alta 94 m. Sui pinnacoli rocciosi di un promontorio a nord-est, vicino a Bad Frankenhausen, sono visibili i resti di un castello medioevale, il Reichsburg Kyffhausen, oggi restaurato, il cui complesso include un piccolo museo ed un pozzo profondo ben 176 m. Tali rovine alla fine del XIX secolo vennero integrate da un monumento all'imperatore Guglielmo I.

## Geografia fisica

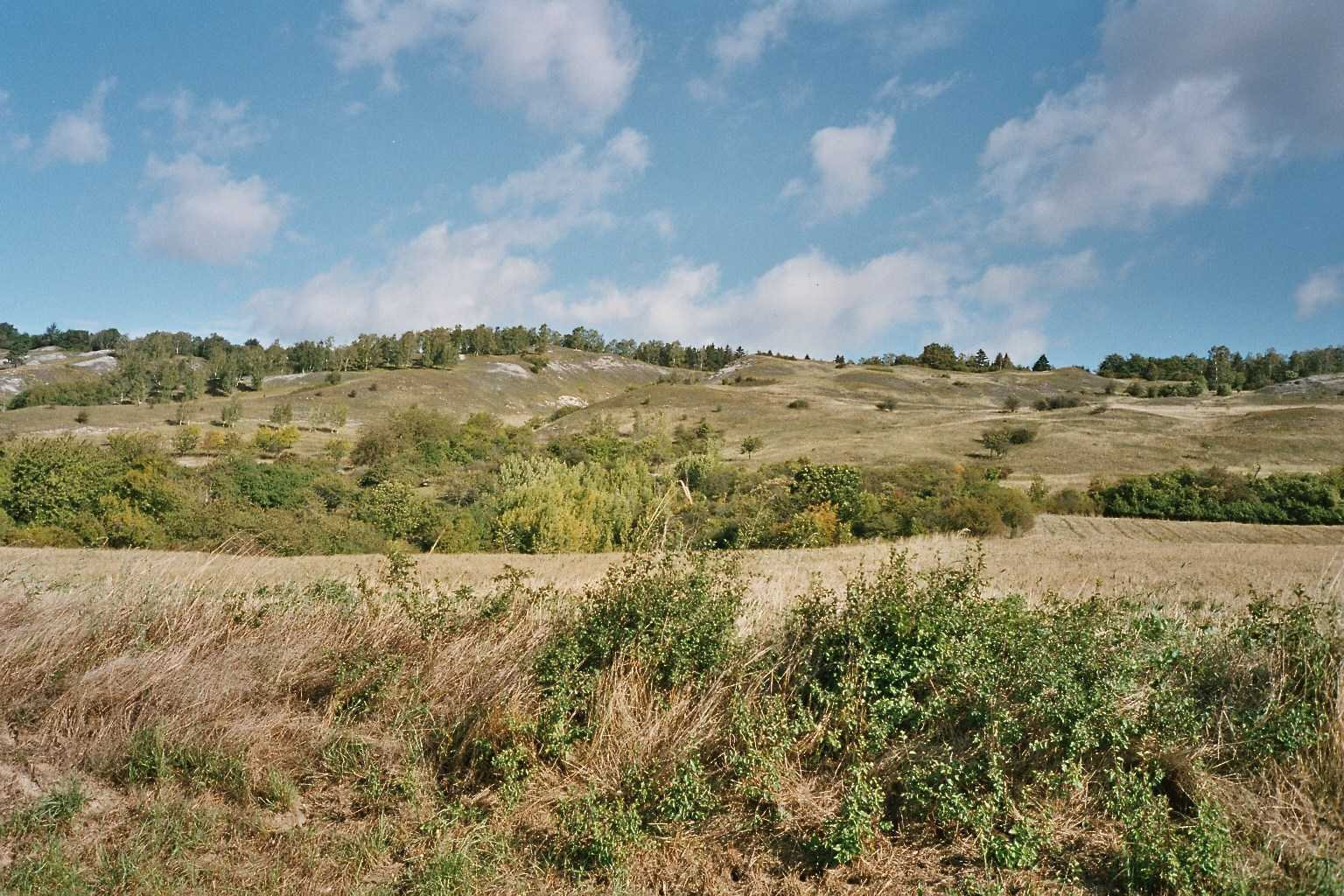
Paesaggio carsico del Kyffhäuser

Nonostante gran parte della catena montuosa sia coperta da foreste, la mancanza di boschi lungo i bordi occidentale e meridionale, costituiti da terreni sedimentari, deriva da una mancanza di acque sotterranee del sottosuolo, ricco di gesso e prevalentemente carsico. Il geoparco omonimo comprende un'area di circa 800 km² che non si limita al territorio montano.

## Origine del nome
L'etimologia del nome è incerta. Kyffhäuser (in origine anche Kiffhäuser) si ipotizza derivi dal termine basso tedesco medioevale cuf, che significa "testa" o "picco", oppure huse, cioè "casa". Non è tuttavia da escludere che il toponimo possa derivare da kiff, ossia "lite" o "guerra".

## Tra storia e leggenda
Il Reichsburg Kyffhausen fu incamerato nel 1119 da Lotario II di Supplimburgo, duca di Sassonia, durante la contesa tra questi e l'imperatore Enrico V di Franconia. Più tardi la fortezza divenne la residenza del casato Hohenstaufen. I documenti la menzionano come "castello imperiale" fino al 1194. Secondo un'antica leggenda, l'imperatore Federico Barbarossa, con i suoi fedeli guerrieri, si sarebbe addormentato in una grotta nel cuore del Kyffhäuser, da dove un giorno si sveglierà per ripristinare l'Impero tedesco nella sua unità e splendore. Un enorme monumento ispirato alla mitologia popolare, chiamato Kyffhäuserdenkmal, venne costruito il 10 maggio 1892 non lontano dal castello di Kyffhausen, nel Goldene Aue, su iniziativa della Kriegsvereine, società militare tedesca. L'inaugurazione ebbe luogo nel 1896.